# Hermann-Josef Frisch
Hermann-Josef Frisch (* 1947 in Solingen) ist ein deutscher Sachbuchautor, Religionspädagoge und römisch-katholischer Priester im Erzbistum Köln sowie Pfarrer im Ruhestand. Die meisten seiner Bücher behandeln die Weltreligionen, insbesondere das Christentum. Als Pfarrer missbrauchte er Kinder sexuell.

## Leben

### Autor und Religionspädagoge
Als Autor verfasste Frisch seit den 1980er-Jahren zahlreiche Sachbücher in den Fachbereichen theologische Erwachsenenbildung, Religionswissenschaft, Gemeindearbeit und Religionspädagogik sowie Kinderbücher. Mit Stand vom 1. Januar 2017 hatte Frisch 75 eigene Publikationen verfasst und war an weiteren 45 Veröffentlichungen als Koautor beteiligt. Die meisten Eigenveröffentlichungen erschienen beim Patmos-Verlag, einzelne im Konrad Theiss Verlag, bei Topos Plus, bei Butzon & Bercker, beim Verlag Herder, im Gütersloher Verlagshaus, im Quell Verlag, beim bischöflichen Hilfswerk Misereor und im Matthias-Grünewald-Verlag sowie im Verlag von missio.
Ein deutlicher Arbeitsschwerpunkt Frischs als Autor liegt im Bereich der Religionspädagogik. Er verfasste:
- die Serie Lebenswege, Schulbücher für den Religionsunterricht der vier Grundschulklassen einschließlich Kommentaren und Medien (zusammen mit Esther Dreiner),[4]
- viel benutzte Vorbereitungskurse auf die Erstkommunion und das Firmsakrament in der Gemeindekatechese, so fünf Kommunionkurse für Gemeinde, zuletzt „Lebensbrot“.[5]

Zahlreiche Veröffentlichungen sind den Weltreligionen gewidmet, darunter Der Koran für Christen. Gemeinsamkeit entdecken (2016) – nach Einschätzung der Zeitschrift Publik Forum „ein wichtiges Buch, das zum Gespräch der Religionen beiträgt“.
Hermann-Josef Frisch war von 1986 bis 1993 in acht Semestern Lehrbeauftragter in Fachdidaktik Religion am Lehrstuhl von Gottfried Bitter an der Universität Bonn. Er steht der Erneuerung der katholischen Kirche durch das Zweite Vatikanische Konzil nahe, lehnt aber gleichzeitig wesentliche Elemente des Kirchenbildes des Konzils ab; so bestritt er den in Lumen gentium 8 betonten göttlichen Charakter der Kirche und ihre Gründung durch Christus. In Bezug auf die Päpste Johannes Paul II. und Benedikt XVI. sprach Frisch von „rückwärtsgewandten Pontifikaten“.
2014 stellte er sich gegen – so Frisch – „sektenähnliche Gruppierungen am Rand der Kirche“; namentlich kritisierte er die Geistliche Familie „Das Werk“, das Engelwerk und dessen Ordensgemeinschaft Regularkanoniker vom Heiligen Kreuz sowie die Katholische Pfadfinderschaft Europas (KPE) und den sie betreuenden Orden Diener Jesu und Mariens (SJM). Die Piusbrüder und ähnliche Gruppen bezeichnete er als „die schlimmsten Auswüchse eines auf ‚katholischem Boden‘ gewachsenen Fundamentalismus.“ Zum rechten Rand der katholischen Kirche zählte er ferner das Opus Dei, die Legionäre Christi und das mit letzteren verbundene Regnum Christi, die Petrusbruderschaft beschrieb er als „weniger extrem“.
Seit November 2014 ist er gemeinsam mit den Künstlern Otmar Alt und Thomas Kabel, der Psychologin Susanne Bäumer und dem Ghostwriter Carsten Tergast Autor der Sachbuchagentur Altepost 2015 von Klaus Altepost, dem ehemaligen Verleger des Gütersloher Verlagshauses.
2016 veröffentlichte Frisch einen fiktiven Briefwechsel zwischen Martin Luther und Papst Franziskus, die er als „christliche Brüder in Verschiedenheit“ bezeichnete und auf deren biografische Gemeinsamkeiten er verwies; zugleich kritisierte er aber auch Luthers Hass auf Türken und Juden. Frisch äußerte sich skeptisch darüber, ob der 500. Geburtstag der Reformation (2017) die Ökumene voranbringe.

### Seelsorgetätigkeit
Frisch ist Priester im Erzbistum Köln und empfing 1972 die Priesterweihe. Nach dem Studium der Theologie und Sinologie in Bonn und Köln und Kaplansstellen in Köln-Mülheim, Monheim-Baumberg und Eitorf übernahm er Pfarrstellen in Köln-Ehrenfeld, Lohmar, Morsbach-Lichtenberg und Troisdorf-Eschmar. Das Studium der Sinologie war angeregt durch einen Onkel, der als Steyler Missionar in China wirkte. Dennoch schlug er nicht die Laufbahn eines Religionswissenschaftlers ein, sondern sah seine Berufung im seelsorglichen Dienst als Priester in der Pfarrgemeinde. Von 2011 bis 2013 war er als Pfarrer im Ruhestand im Pfarrverband Overath priesterlich tätig. 2012 warfen ihm Kritiker vor, er verkürze die christliche Botschaft, indem er zwar die frohe Botschaft hervorhebe, das ewige Gericht und die Hölle jedoch weglasse. Ferner lasse er willkürlich Sätze im Hochgebet aus. Hierzu erklärte Frisch, er werde weiterhin eine Frohbotschaft und keine Drohbotschaft verbreiten; dies sei sein Auftrag. Er warf seinen Kritikern „Stasi-Methoden“ vor und beklagte, dass „jedes meiner Worte per unerlaubter Tonaufnahme oder Mitschrift auf dem Stenoblock festgehalten und beim Kardinal gegen mich verwandt wird“. Eine kleine Gruppe aus Overath habe eine für ihn beispiellose Hetzkampagne mit Verleumdungen und Diffamierungen mit Bezug auf seine Gottesdienstgestaltung begonnen. Er legte daraufhin ein Sabbatjahr ein und zog sich im September 2012 vorläufig aus der Seelsorge zurück.
Das Seelsorgeteam äußerte 2012 seine Hoffnung, Frisch werde „das Leben im Pfarrverband wieder bereichern“. Während seiner beruflichen Auszeit erklärte Frisch seine Absicht, wieder als Overather Pfarrer tätig zu werden. Gegen Ende des Sabbatjahres im August 2013 verweigerte der zuständige Erzbischof Joachim Kardinal Meisner Frisch die Erlaubnis, die Seelsorge im Pfarrverband Overath wieder aufzunehmen. Dazu erklärte Dechant Gereon Bonnacker für das Seelsorgeteam: „Die zukünftige Tätigkeit von Pfarrer Frisch wird mit Kardinal Meisner vereinbart und entschieden. Für uns sind dabei alle die uns anvertrauten Menschen vor Ort ein großes Anliegen – aber eben auch die Gemeinschaft mit unserem Kardinal“. Hierauf beendete Frisch seine Bemühungen um die Seelsorgerstelle und gab eine Presseerklärung ab, wonach er eine Versetzung ablehnte; seine Gespräche mit der Personalabteilung des Erzbistums wurden nach Angaben des Leiters der Hauptabteilung Seelsorge-Personal, Ansgar Puff, fortgeführt. Mehr als 300 Personen stellten sich in Schreiben an Kardinal Meisner hinter Frisch, in allen sieben Overather Pfarrgemeinden gab es Proteste gegen die Beschwerdeführer. Nach Einholung ärztlichen Rates verzichtete er im September 2013 auf eine weitere Seelsorgetätigkeit in Overath.

### Verhältnis zu nichtchristlichen Religionen
Nach dem Studium setzte sich Frisch auf verschiedenen Asienreisen unter anderem mit dem Hinduismus und dem Daoismus auseinander. In Literatur und Veranstaltungen befasste er sich auch mit nichtchristlichen Religionen wie dem Judentum, dem Buddhismus und dem Islam. Anlässlich des 200. Geburtstags des Religionsstifters Bahāʾullāh trat er im Oktober 2017 als Festredner bei der Overather Bahá'i-Gemeinschaft auf.

### Sexueller Missbrauch
Im Dezember 2020 wurde über das Erzbistum Köln hinaus bekannt, dass Frisch als Pfarrer Kinder sexuell missbraucht hatte, jedoch Priester geblieben war.

## Werke (Auswahl)
- Dem Unendlichen begegnen. Gelebter Glaube in den Religionen der Welt. Patmos Verlag 2017, ISBN 978-3-8436-0942-5
- Man ist dann mal weg. Über das Pilgern Wissenschaftliche Buchgesellschaft/Konrad Theiss Verlag 2017, ISBN 978-3-8062-3625-5
- Heiliger Krieg oder Friede auf Erden. Von der Gewalt in den Religionen. Topos Premium 2017, ISBN 978-3-8367-0028-3
- Die Welt der Seidenstraße. Konrad Theiss Verlag 2016, ISBN 978-3-8062-3390-2
- Der Koran für Christen: Gemeinsamkeiten entdecken. Verlag Herder, Freiburg 2016, ISBN 978-3-451-34845-7 (256 S.)
- Die Welt des Buddhismus: Von Indien bis Japan. Wissenschaftliche Buchgesellschaft 2016, ISBN 978-3-8062-3277-6
- Auf uns wartet das Leben. Topos Plus 2015, ISBN 978-3-8367-0898-2
- Nicht Kirchenschafe, sondern Mut-Christen. Patmos-Verlagsgruppe 2014, ISBN 978-3-8436-0547-2
- Unendliche Hoffnung: was kommt nach dem Tod? Patmos Verlagsgruppe 2013, ISBN 	978-3-8436-0419-2
- Die Bibel für Kinder und Familien in Text und Bild neu erschlossen. Verlag Sauerländer Düsseldorf, 4. Auflage 2009, ISBN 978-3-491-79731-4
- Lexikon großer Christen. Patmos Verlagsgruppe 2007, ISBN 978-3-491-79775-8
- Bibellexikon. Patmos Verlagsgruppe 2003, ISBN 978-3-491-79720-8
- Die Bibel für Kinder und Familien in Text und Bild neu erschlossen. Verlag Sauerländer Düsseldorf, 4. Auflage 2009, ISBN 978-3-491-79731-4
- Lebensbrot. Kommunionkurs. Patmos Verlag, Düsseldorf 2004f. (mit Elternbuch und Handreichung für den Katecheten)
- Vorbereitungsbuch Gottesdienst durch das Kirchenjahr: liturgische Texte, Geschichten und Predigtimpulse. Gütersloher Verlagshaus 2002, ISBN 978-3-579-05507-7
- In Gemeinschaft feiern: Wortgottesdienste für Familien mit Kindern. Patmos Verlag 1998, ISBN 978-3-491-70305-6
- (Mit Esther Dreiner:) Lebenswege 1–4. Religion in der Grundschule, mehrere Auflagen, Patmos Verlag, Düsseldorf 1999–2008 (Grundschulwerke für die vier Grundschulklassen: Schülerbände, Kommentare, Folien).
- Leitfaden Fachdidaktik Religion. Patmos Verlag 1995, ISBN 978-3-491-78452-9
- Leitfaden Kinder- und Familiengottesdienst. Patmos Verlag 1992, ISBN 978-3-491-78453-6
- Leitfaden Gemeindepastoral. Patmos Verlag 1992, ISBN 978-3-491-78460-4
- Versöhnung schafft Gemeinschaft: Kurs Buße und Beichte. Patmos Verlag 1988, ISBN 978-3-491-76135-3